# Carl Gehrman
Carl Georg Valdemar Gehrman, född 13 maj 1867 i Stockholm, död 20 april 1946, var en svensk musikförläggare. Han var sonson till Andreas Gehrman.

## Biografi
Carl Gehrman föddes 13 maj 1867 i Stockholm. Han var son till paraplyfabrikören Georg Valdemar Bernhard Gehrman (1830–1881) och Sofia Christina Dahlgren (1823–1875).
Gehrman var elev vid Nya elementarskolan i Stockholm 1876–1880 samt anställd som medhjälpare i bokhandeln och musikhandel i Stockholm och Helsingfors 1881–1888. Han var från 1 januari 1889 till 31 december 1892 delägare i Julius Bagges musikhandel, som då erhöll firmanamnet Gehrman & Co. Gehrman startade 1 januari 1893 Gehrmans musikförlag och bedrev en livlig verksamhet som förläggare framför allt av sångmusik till 31 december 1929. Han var verkställande direktör i Söndags-Nisses AB 1894–1907. Gehrman var bosatt i Monte Carlo 1930–1934. Han avled 20 april 1946.
Gehrman var från 1889 till 1930 medlem i Svenska Bokförläggareföreningen, från 1895 medlem i Publicistklubben och mellan 1902 och 1903 revisor i Publicistklubben.

### Familj
Gehrman gifte sig första gången 1894 med Leontine Johanna Hodell (född 1867). Hon var dotter till redaktören Frans Hodell (1840–1890) och Mathilda Bäckström (död 1872) i Stockholm. De fick tillsammans barnen Carl-Erik Gehrman (född 1895), Georg Gehrman (född 1901) och Arne Gehrman (född 1904).
Gehrman gifte sig andra gången 1916 med Laura Vilhelmina Ljunggren (1881–1977). Hon var dotter till fabrikören Gustaf Rudolf Ljunggren (1838–1915) och Martha Nielsen (1845–1932) i Karlskrona. Makarna Gehrman är begravda på Skogskyrkogården i Stockholm.